# 十二条款

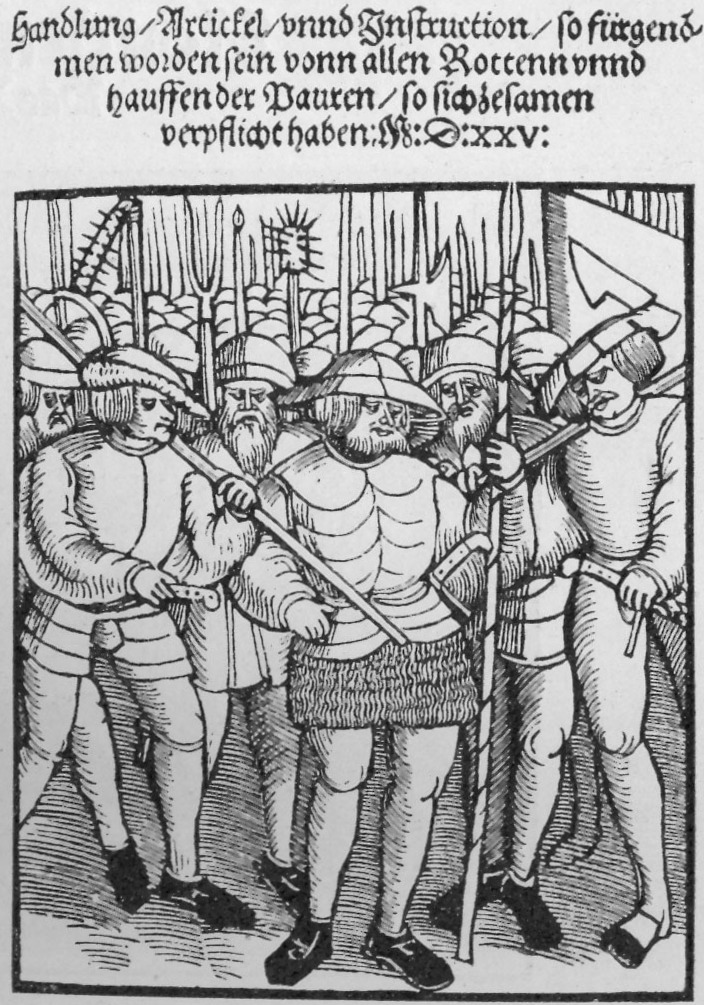
十二条款传单 (1525)

十二条款（德語：Zwölf Artikel ）是1525年德意志农民战争期间反士瓦本同盟的农民提出的纲领。十二条款被視為罗马帝国之后欧洲大陆首份关于人权和公民自由的草案。起草十二条款的會議被視為是德国歷史上第一次制宪会议。 
1525年3月6日，约50名上施瓦本农民在梅明根会面，討論如何對抗士瓦本同盟。最終農民決定成立上施瓦本农民联合基督教协会。3月15日，协会通过《十二条款》。《十二条款》提到要废除农奴制度、每个地区有权利选举和解聘不合格的牧师、取消或限制徭役和劳役、限制地租、法院不許偏袒封建主、封建主要交还公社田地和牧场、取消教会的小什一税。
《十二条款》公佈後在两个月内发行了25版，重印了2.5万多次。如果有人要加入德意志农民战争武裝，那他必須要发誓拥护《十二条款》。